# Phytomyza aconitella
Phytomyza aconitella este o specie de muște din genul Phytomyza, familia Agromyzidae, descrisă de Friedrich Georg Hendel în anul 1934.
Este endemică în Austria. Conform Catalogue of Life specia Phytomyza aconitella nu are subspecii cunoscute.